# Košarka
Košarka je moštveni šport, pri katerem tekmujeta dve nasproti stoječi moštvi s po petimi igralci na pravokotnem igrišču, običajno v dvorani na lesenem parketu. Cilj igre je vreči žogo v nasprotnikov koš, ki ima premer 46 cm in je nameščen na vsako stran igrišča na tablo 3 m 5 cm visoko. Košarka je eden najpopularnejših in najbolj gledanih športov na svetu poleg nogometa.
Ekipa lahko doseže točke, ko doseže koš v regularnem času tekme. Dosežen koš ekipi prinese dve točki, če je dosežen bližje od črte za tri točke, ali tri točke (trojka), če je dosežen izza črte za tri točke. Ekipa z več doseženimi točkami zmaga, v primeru izenačenega rezultata pa lahko o zmagovalcu odloča podaljšek. Žogo se po igrišču lahko prenaša z vodenjem žoge ob tla ob hoji ali teku ter podajanjem. Napake pri vodenju žoge, zaradi katerih ekipa izgubi žogo, so koraki, nošena žoga in dvojno vodenje.
Nedovoljen kontakt z nasprotnim igralcem je osebna napaka. V primeru osebne napake pri metu na koš ima košarkar, nad katerim je bila osebna napaka storjena, na voljo enega, dva ali tri proste mete, ki štejejo eno točko vsak. Za določene kršitve košarkarskih pravil je dosojena tehnična osebna napaka, običajno za nešportno obnašanje košarkarjev ali trenerjev. Tudi v tem primeru nasprotna ekipa izvaja proste mete, toda za razliko od navadne osebne napake zadrži žogo v svoji posesti.
Pri košarki obstajajo različne tehnike meta, podaj, vodenja žoge in skokov, specializirana igralna mesta ter posebne napadalne in obrambne postavitve. Običajno višji košarkarji igrajo na položajih centra, krilnega centra ali krila, manjši ter spretnejši pri vodenju žoge in podajanju pa na položajih branilca in organizatorja.

## Košarkarska prazgodovina

### AmeriškaPok-ta-pokintchlatchli...
Številna etnološka odkritja so razkrila obstoj iger oziroma igrišč, podobnih današnji košarki, daleč nazaj v človeški zgodovini. Različna ljudstva srednje in južne Amerike so poznala igro, katere cilj je bil spraviti (vreči, dobiti skozi) predmet (žogo) skozi luknjo ali obroč še v času pred našim štetjem. V Chiapasu, današnji Mehiki, so našli igrišče, katerega obstoj ocenjujejo približno v leto 1400 pred našim štetjem. Azteški »Pok-ta-pok« in majevski »tchlatchli« sta taki igri, ki sta pri obeh ljudstvih bili zelo popularni, saj so ju oboji zelo veliko igrali. Značilnost obeh je bila, da je bilo treba spraviti trdo žogo skozi obroč, njihovi kulturi podobno pa je bila ta igra zelo groba. Vsekakor je ta igra zgolj na daleč podobna današnji košarki in velja njena omemba zgolj kot zanimivost.

### ... ter evropskaCholangeinkorbball
Igro, imenovano »cholange«, so igrali prebivalci v Normandiji in Bretaniji na pravokotnem igrišču, velikem do tristo metrov. Na sredi igrišča so imeli nameščen obroč, skozi katerega so morali igralci vreči 3-4 kg težko žogo. Žal o omenjeni igri in njenih pravilih ne obstaja kakšen omembe vreden vir ali pa le-ta ni dosegljiv. Bolje poznana in tudi časovno bližje je igra, imenovana »korbball«, ki so jo imeli nekateri za pravo predhodnico današnje košarke, o čemer pa kljub številnim podobnostim ni nobenih dokazov. Korbball je bila igra, zelo priljubljena v drugi polovici 19. stoletja, v Nemčiji je bila nekaj časa tudi v osnovnem šolskem programu, igrala pa se je še v Avstriji, Švici, Nizozemski in prek avstrijskih šol prišla tudi na Slovensko. Igrali so ga lahko v dvorani ali na prostem, na igrišču spremenljivih mer, vsako moštvo pa je imelo po sedem igralcev - šest jih je igralo v polju, sedmi pa je bil zadolžen izključno za obrambo koša. 

## Zgodovina
Košarka se je prav neverjetno hitro razvila in razširila po svetu, od leta svojega nastanka, 1891, ko so jo prvič zaigrali v Springfieldu, Massachusettsu, ZDA, do prvega nastopa v Evropi že naslednje leto, 1892, jo zaigrajo v Ženevi. Leta 1897 je že nastala prva profesionalna košarkarska liga - National Basket Ball League v ZDA. Dobro desetletje kasneje od njenega nastanka, leta 1904, je bila predstavljena na olimpijskih igrah v St. Louisu, prvič kot olimpijski šport pa se je igrala v Berlinu na OI 1936.

### Začetki: Springfield, ZDA
Košarka je med športi posebna v tem, da si jo je nekdo izmislil in se ni razvila iz kakšne druge oblike športa. Leta 1891 si je kanadsko-ameriški zdravnik in športni pedagog James Naismith iz Springfielda, Massachusetts, poskušal izmisliti igro, ki bi jo šolarji lahko igrali v telovadnici med dolgimi zimami. Zgodba pravi, da je na koncu napisal osnovna pravila in na zid telovadnice pribil košaro za breskve. 21. decembra 1891 je na vrata telovadnice pribil papir s prvimi 13 pravili in istega dne so odigrali prvo tekmo. Tekma se je končala z enim samim zadetkom, dosegel pa ga je William Chase. Tedaj je bilo na igrišču po devet igralcev, ker je imel Naismith v razredu 18 učencev in jih je razpolovil, da je dobil dve ekipi, igrišče pa je bilo veliko za polovico današnjega. »Basket ball« (koš-žoga), kot je ime predlagal eden od študentov, se je takoj priljubil in razširil skupaj z igranjem igre.

### Nadaljnji razvoj
Še istega leta je bila po zaslugi Sende Berenson košarka predstavljena dekletom, kjer se je tudi hitro prijela. 21. marec 1893 je datum prve uradno odigrane ženske tekme, ki se je prav tako odvijala na gimnaziji. Ravno sprejetje nove igre med gimnazijami po celih ZDA je zaslužno za bliskoviti razvoj in popularizacijo košarke. Kmalu so povsod ustanavljali nove klube, spremembe pa so prišle, dostikrat povsem samodejno, brez nekakih odlokov od zgoraj, tudi v samo igro. Tako so najprej odrezali dno koša, da so lahko dobili žogo skozenj, nato so omejili število igralcev na bolj znosnih pet, kar se je zgodilo nekako okoli leta 1897. Tako ni bilo nič čudnega, če so jo kmalu sprejeli med osnovne telovadne programe po večini šol in pa kot obvezni športni program v nekaterih rodovih vojske, predvsem mornarica in pehota ZDA sta zaslužni za razširitev košarke prek vojaške službe. Naslednji večji premik pomeni združitev šolskih košarkarskih dejavnosti pod eno streho.Najprej je leta 1906 ustanovljena IAAUS Intercollegiate Athletic Association of the United States, štiri leta kasneje, 1910, preimenovana v NCAA (National Collegiate Athletic Association), ki je še dandanes temelj osnovnega razvoja za posamezne igralce na njihovi poti do profesionalnega udejstvovanja v košarki v ZDA.

### Košarka postane mednarodni šport
Tako kot v ZDA se je tudi po svetu razširila s študenti, ki so jo hitro prenesli v Kanado, Južno Ameriko in Evropo. Velik razmah pa je doživela med prvo svetovno vojno po zaslugi ameriških vojakov, ki so jo radi igrali povsod, kamor so prišli, in z njo okužili še domačine. Tako so leta 1919 Italijani in Francozi že odigrali prve mednarodne tekme proti ameriškim vojaškim ekipam, v istem času pa se je razširila tudi v Vzhodno Evropo, predvsem na Poljsko in Sovjetsko zvezo.

Ker je število privržencev raslo iz leta v leto, so začeli razmišljati o tem, da bi košarko uvrstili med olimpijske športe, zato so jo že leta 1904 predstavili na tretjih OI 1904, kjer so jo med seboj igrala moštva iz različnih ameriških mest. Predstavitev so ponovili leta 1924 in 1928, vendar neuspešno. Do premika je prišlo šele po ustanovitvi mednarodne amaterske košarkarske zveze, FIBA ( Fédération Internationale de Basketball Amateur ) leta 1932, nakar je sledilo leta 1935 sprejetje košarke med olimpijske športe in naslednje leto v Berlinu so jo že prvič lahko igrali na OI 1936. Prvi zmagovalec olimpijskega turnirja je postala ekipa ZDA pred Kanado in Mehiko.

Za razvoj izven ZDA, ki ji ostali svet ni mogel dovolj hitro slediti, je odločilna ustanovitev mednarodne zveze, ki je skrbela za organizacijo tako mednarodnih kot tudi klubskih tekmovanj. FIBA je zaslužna za razvoj predvsem mednarodnih, najprej kontinentalnih tekmovanj, od leta 1950 dalje pa za SP najprej za moške, od leta 1953 pa tudi za Svetovno prvenstvo v košarki za ženske. Poleg tega pa njena celinska krila skrbijo za mednarodna klubska tekmovanja, ki so se v drugi polovici 20. stoletja, predvsem evropska Evroliga, močno približala po kakovosti tistim v ZDA, predvsem je na tem mestu mišljena liga NBA.

### NBA
Danes najmočnejša profesionalna košarkarska liga na svetu je nastala 6. junija 1946 z ustanovitvijo »BAA« (Basketball Association of America). Dobra tri leta kasneje, 3. avgusta 1949, se z združitvijo BAA in rivalske »NBL« (National Basketball League) le-ta preimenuje v »NBA« (National Basketball Association). Njihov namen ob ustanovitvi lige, povečanje popularnosti košarke, jim je vsekakor uspel. Kmalu so se tekme prirejale v velikih dvoranah, kjer gostijo več tisoč glavo množico ljudi, ki jim izjemne predstave vrhunskih košarkarjev in bogat spremljevalni program ponujata obilo zabave.

Iz lige NBA prihajajo največje zvezde preteklosti, igralci, kot so bili Wilt Chamberlain, ki je redno zadeval po več deset košev na vsaki tekmi in je edini, ki mu je uspelo preseči sto točk, potem Bill Rusell kot izjemni obrambni igralec, pa genialni organizator igre John Stockton, tu je potem še Kareem Abdul-Jabbar, ki je dosegel največ točk od vseh ter po mnenju mnogih najpopolnejši košarkar vseh časov Michael Jordan.

Leta 1997 je nastala ženska različica NBA, WNBA (Women's National Basketball Association), ki se je navkljub začetni nesigurnosti obdržala kot edina profesionalna ženska liga kateregakoli športa na svetu.

## Pravila košarke
Pri košarki je smisel igre v tem, da eno od obeh moštev doseže več točk, ki se dosegajo z zadetimi meti žoge skozi obroč oziroma koš med igro v napadu, obenem pa ravno to poskuša preprečiti nasprotni ekipi med igro v obrambi.

### Prvotna pravila
Obstaja 13 prvotnih pravil košarkarske igre, ki jih je postavil Naismith že na samem začetku, ko si je igro izmislil in so veljala vseskozi od začetka ter veljajo v veliki meri še dandanes za osnovna pravila v košarki.

Objavljeno 21. decembra 1891 na oglasni tabli zraven vrat v telovadnico: 
- 1. Žogo se lahko vrže v katerokoli smer z eno ali obema rokama.
- 2. Žogo se lahko vodi v katerokoli smer z eno roko, vendar nikoli s pestjo.
- 3. Igralec ne sme teči skupaj z žogo, vreči jo mora z mesta, na katerem se je z njo ustavil.
- 4. Žogo je treba držati med dlanmi, roke ali telo se ne smejo uporabljati.
- 5. Brez potiskanja, spotikanja ali kakršnegakoli dotikanja nasprotnika. Prva kršitev tega pravila se šteje kot prekršek, v drugo se igralca diskvalificira do naslednje točke. V primeru, da je očitna namera škodovati nasprotniku, se igralec izključi za celotno igro.
- 6. Prekršek je udarjanje na žogo s pestjo, kršitev členov 3 in 4 in kot je opisano v členu 5.
- 7. Če katera stran naredi pet prekrške zaporedoma, se to šteje v dobro nasprotniku.
- 8. Cilj (koš, točka) se doseže, ko je žoga vržena v koš in ostane tam. Če žoga postoji na robu (obroču) in nasprotnik premakne njo ali koš, se šteje kot veljavni cilj (točka).
- 9. Ko gre žoga izven igrišča, se vrže v polje in jo prva oseba po dotiku vodi naprej. V primeru spora se posreduje tako, da se jo vrže naravnost v polje. Metalec ima na razpolago pet sekund. Če si ga vzame več, mora preiti žoga k nasprotniku.
- 10. Razsodnik se mora seznaniti glede napak in o tem obvestiti sodnika. On ima moč, da diskvalificira ljudi v skladu s členom 5.
- 11. Sodnik razsoja glede žoge in se odloči, kdaj je žoga v igri, izven polja, kateri strani pripada, ter meri čas. On se odloči, kdaj je bil pravilno dosežen cilj in vodi zadeve, ki jih običajno izvaja zapisnikar.
- 12. Igralni čas je dvakrat po petnajst minut, vmes je pet minut počitka.
- 13. Stran, ki doseže največ točk v tem času, se razglasi za zmagovalca.

Ta igra je dokaj drugačna od tiste, ki se igra danes. Na primer, vodenje žoge z obema rokama in večina fizičnih stikov je nedovoljenih. Vendar pa so postavila temeljne okvirje, ki so se kasneje skozi čas in prostor v nekaterih točkah spreminjala in prilagajala različnim vidikom ter novejšim potrebam.

### Točkovanje
Število točk se opravi z dodeljevanjem točk za vsak doseženi koš glede na mesto, kjer se je nahajal tisti, ki je zadel, in glede na vrsto meta samega:
- 1 točka se dodeli za vsak koš, izvajan iz prostih metov,
- 2 točki se dodelita za vsak koš, dosežen iz strelov znotraj območja, omejenega s črto za 3 točke,
- 3 točke se dodelijo za vsak koš, dosežen zunaj območja, ki ga meji črta za 3 točke, pri tem pa se strelec ne sme dotakniti niti same črte. Mejno črto za tri točke so najprej uvedli v NBA leta 1979 nato pa leta 1983 še v tekmovanjih pod okriljem FIBA.

Če je nad igralcem med strelom narejen prekršek, se mu v primeru zgrešenega koša dodeli toliko prostih metov, za kolikor je bil izvajan strel, se pravi za dva ali tri mete. V primeru prekrška in doseženega koša, se igralcu dodeli dodatni prosti met. 
V primeru nešportnega prekrška in tudi tehnične napake, se dosodi dva prosta meta in še posest žoge za ekipo, nad katero je bila storjena kršitev. V primeru tehničnih ali nešportnih napak se med izvajanjem prostih metov ne skače za odbito žogo, kot je to v primeru, ko se izvaja proste mete po dosojeni osebni napaki.

## Igralna mesta
Vloge košarkarjev v moštvih so se razvile samodejno skozi čas in potrebe v košarkarski igri. To pomeni, da položajev igralcev ne določa noben pravilnik, ampak zgolj potreba oziroma taktična zamisel igranja. Poznamo tri osnovne igralne pozicije, ki jih uporabljajo moštva - to so branilci, krila in centri. Natančneje jih lahko uvrstimo v pet pozicij, ki jih poleg imena označujemo tudi s števili:
- 1. Organizator (angleško: Playmaker ali Point guard); številka ena ali enka - branilec, ki je zadolžen za vodenje žoge v napad, s prodiranjem ali podajami razigrava preostale soigralce;
- 2. Branilec (shooting guard); številka dve ali dvojka - strelec, v napadu zadolžen za mete na koš od daleč, v obrambi po navadi zadolžen za najboljšega nasprotnikovega strelca;
- 3. Krilo (small forward); številka tri ali trojka - igralec, sposoben zadeti tako od daleč kot tudi prodreti pod koš, v obrambi zadolžen tako za skakanje za odbitimi žogami kot oviranje prodirajočih ali odvzem njihove žoge;
- 4. Krilni center (power forward); štirica - imenovan tudi mali center, igra obrnjen s hrbtom proti košu v igri eden na enega, obratno v obrambi, igra večinoma pod košem, vendar je zmožen zadeti tudi mete dlje od njega;
- 5. Center (center); petka - igralec, ki svojo višino in moč izkorišča za igro pod košem tako v napadu kot v obrambi.

Opisana igralna mesta veljajo za igralce, košarkarje, nikjer pa ne obstaja pravilo, da mora posamezno moštvo imeti ravno takšno postavo na igrišču. Postava ekipe se lahko spreminja sproti glede na trenutne igralne zahteve ali zmožnosti moštva. Košarkarski trenerji lahko prilagajajo ekipo, ki jo vodijo glede na svoje taktične poglede na igranje košarke ali pa glede na sposobnosti prilagoditve posameznih košarkarjev. Tako je zelo pogosto uporabljana sprememba na primer ta, da si branilca menjata vlogi pri organizaciji napada. Možne so tudi številne različice prilagoditve postave, tako se lahko pohitri igra z uporabo dodatnega branilca namesto enega od centrov ali obratno, igra se bolj na moč in višino s postavitvijo dodatnega centra. Vse različne možnosti se uporablja v namen iskanja najboljše možne postave oziroma peterke, ki bi bila sposobna zadati trenutnemu nasprotniku kar največjo možno škodo v smislu doseganja čim večjega števila točk.

Veliko je odvisno od sposobnosti posameznih igralcev, da poleg igre v svoji osnovni poziciji lahko učinkovito odigrajo tudi vlogo na drugem igralnem mestu. Dober pokazatelj primera je na primer igralec, ki v svoji poziciji centra velja za odličnega za igro pod košem, če pa njegov učinek strmo pada z oddaljenostjo od koša, potem velja zanj naziv tipični center. Če pa center lahko dosega točke tudi z oddaljenimi meti žoge, potem zanj velja, da je bolj prilagodljiv oziroma popolnejši košarkar in je v taktičnem smislu bolj uporaben za ekipo in njenega trenerja, ko ta išče čim večje število možnih taktičnih variant za igralno postavo peterke. 

## Oprema za košarko
Osnovna, oziroma najnujnejša oprema za igranje košarke, sta teren, igrišče s košema in posebej za ta šport značilna žoga za košarko. 
Za igranje na višji, tekmovalni ravni, je zahtevana še dodatna, spremljevalna oprema. Tako je potrebna ura za merjenje igralnega časa skupaj z zaslonom za njegovo spremljanje, zraven je še značilna opozorilna sirena, ki opozarja na iztek dovoljenega časa za posamezni napad. Potem je tu še tabla oziroma osrednji podatkovni zaslon za spremljanje rezultata in po možnosti statističnih podatkov, s katerimi se lahko sproti spremlja dosežke posameznih košarkarjev.

### Igralni teren
Prostor za igranje košarke vsebuje igralno polje, igrišče, ki se v košarkarskem žargonu imenuje parket, ter na obeh skrajnih koncih tega polja nameščena koša.

#### Igrišče
V mednarodni košarki je v regularni rabi igrišče po standardih organizacije FIBA, ki meri v dolžino 28 metrov, v širino pa 15 m. V ZDA so igrišča za meter daljša (29 x 15 m), takšna kot so po predpisih v njihovi najvplivnejši ligi, v NBA.  
Za igralno podlago se večinoma uporablja leseni parket. Bili so sicer poskusi z uporabo modernejših materialov, predvsem iz umetnih mas, vendar se je klasična podlaga obdržala zaradi svojih primernih značilnosti, predvsem oprijema in odboja.

#### Koš
Glavni cilj igralcev je zadeti koš. Ta se skozi zgodovino, razen povsem na začetku, ne spreminja. Napredoval je od navadne košare za sadje do tega, da so mu odstranili dno. Potem ko so lahko dobili žogo skozenj, so kmalu ugotovili, da bi bilo bolje, če bi imel mehke stranice, da bi bilo varneje ob dotikih z njim. Tako je koš povsod, kjer se igra košarko, isti, poleg ogrodja, na katerem je nameščen, ga sestavljajo še tabla, kovinski obroč in že omenjena mrežica. Prav tako je standarizirana tudi njegova namestitev, obroč je vedno od tal oddaljen točno 3,05 metra. Postavljen je na sredino po širini, pomaknjen od zunanjega roba igrišča 1,2 m znotraj vanj. Ker so mere in namestitev koša vedno in povsod enake, bi že premik za nekaj centimetrov imel za strelce zelo negativne posledice.

### Žoga za igranje košarke
Za igranje košarke se uporablja za ta šport značilno žogo, ki je napihljiva, izdelana ali iz gume, ali sintetičnih kompozitov, ali pa tradicionalno iz usnja. Značilnosti košarkarske žoge sta še njena prepoznavna oranžno–rjava barva in njena groba površina, ki zagotavlja boljši oprijem za roko, ki jo drži. Površina krogle je skoraj vedno deljena z  »rebri«, ki so potisnjeni pod njeno površino v različnih konfiguracijah in so po navadi v kontrastni barvi. Oranžna površina s črnim rebri in zraven dodan logotip je tradicionalna oblikovna shema, poznamo pa še številne druge kombinacije, ki se prodajajo v različnih barvah.